# August Disselhoff

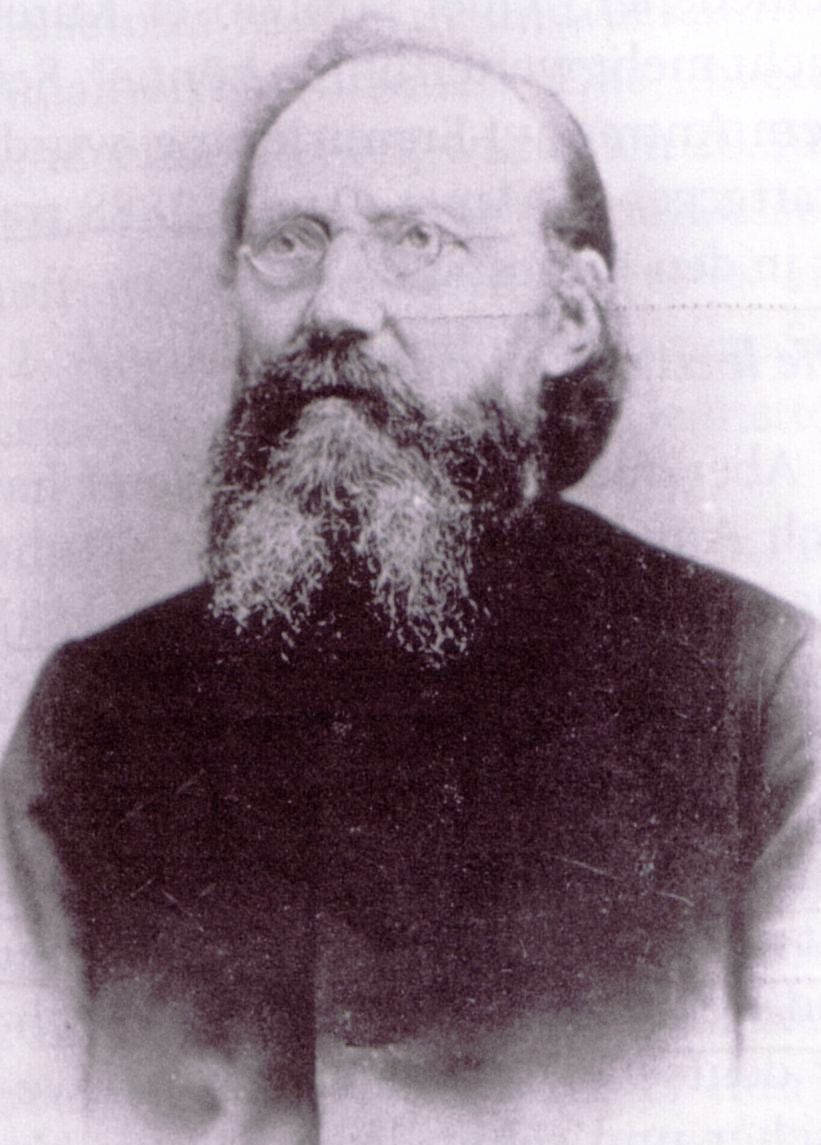
August Disselhoff

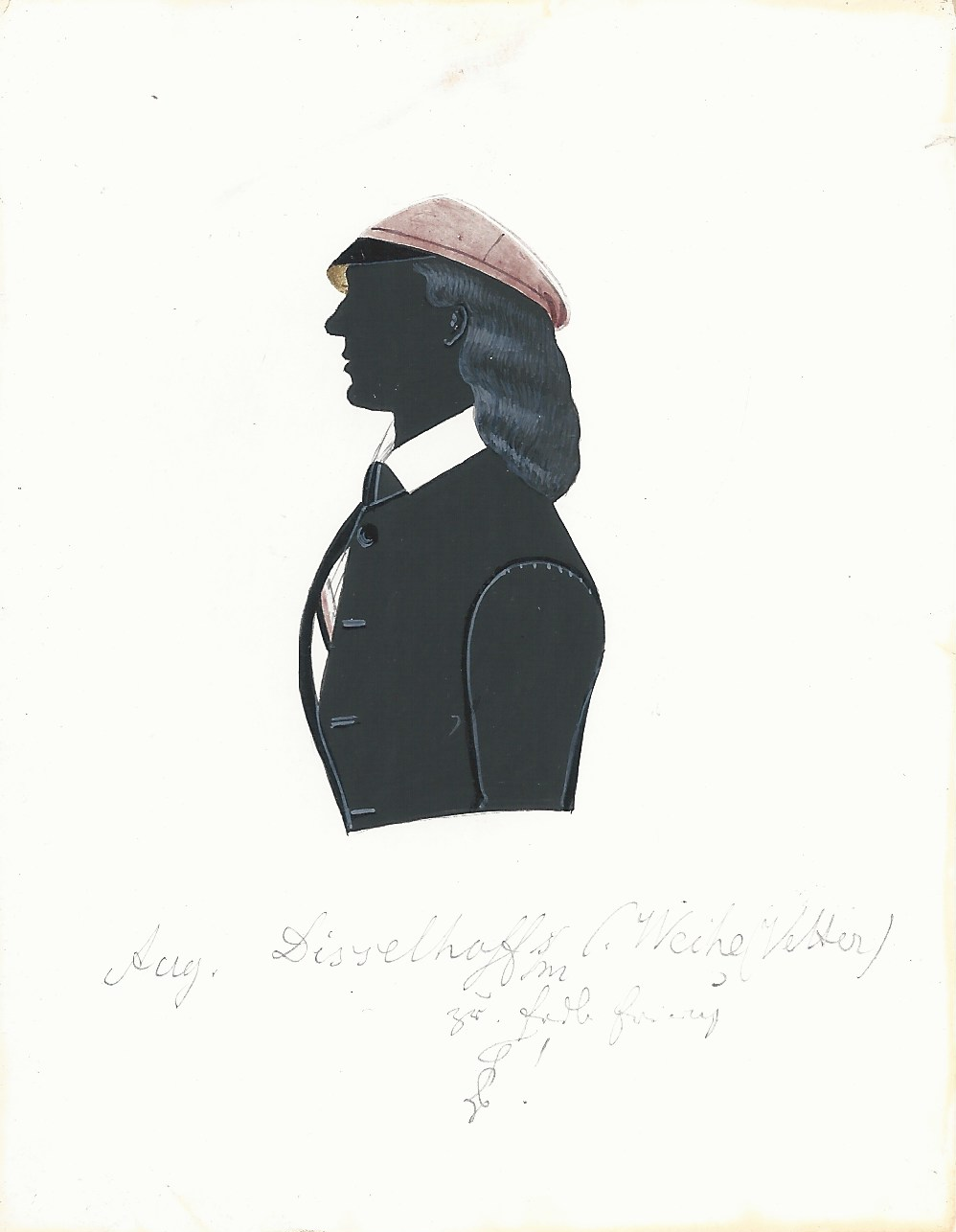
Silhouette des August Disselhoff als Hallenser Salinger

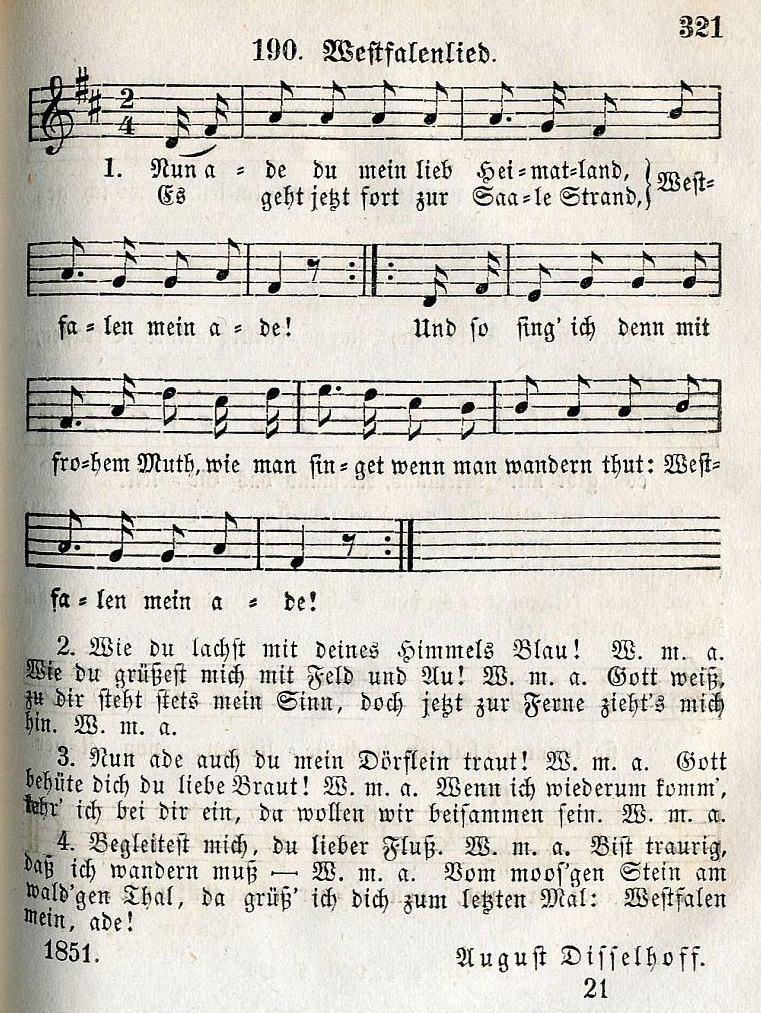
Nun ade, du mein lieb Heimatland, Erstdruck 1853

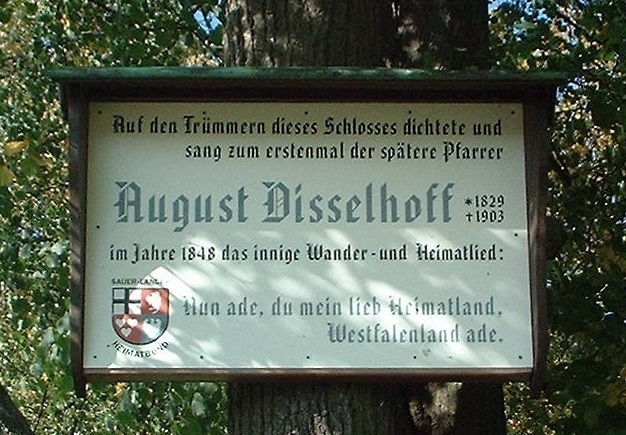
Gedenktafel an dem Baum, unter dem Disselhoff sein Lied gedichtet haben soll

August Friedrich Georg Disselhoff (* 25. November 1829 in Soest (Provinz Westfalen); † 9. März 1903 in Allstedt) war ein evangelisch-lutherischer Pfarrer. Bekannt geworden ist er als Dichter des Liedes Nun ade, du mein lieb Heimatland.

## Leben
August Disselhoff war Sohn eines preußischen Steuer- und Zollinspektors. Disselhoff selbst war seit 1861 (8. Oktober) mit Pauline Antonie Henriette Springorum verheiratet. Die kurze Ehe brachte drei Kinder hervor. Bei der Geburt des dritten Kindes, kurz nach Disselhoffs Umzug nach Berlin 1865, verstarb Pauline. Sie war in Schwelm zurückgeblieben, weil ihr ein Umzug zum Zeitpunkt der Schwangerschaft nicht zuzumuten war.
Nach der Versetzung seines Vaters wuchs er ab etwa 1841 in Arnsberg auf und besuchte dort wie sein älterer Bruder Julius das Gymnasium Laurentianum. Seine Arnsberger Jugend verbrachte August Disselhoff im Haus Schlossstraße 21. Der Text des bekannten Liedes „Nun ade, du mein lieb Heimatland“ ist eine Dichtung von August Disselhoff, die er 1848 als 19-Jähriger wohl bei der Ruine des Arnsberger Schlosses anlässlich seines Abschieds von Arnsberg verfasste. 
Er studierte seit 1848 Evangelische Theologie in Halle und war dort seit 1848 Mitglied der Burschenschaft Salingia. Zunächst war Disselhoff kurzzeitig Hauslehrer und Kurprediger in Bad Oeynhausen. Anschließend war Disselhoff 1855 Hilfsprediger in der Bergarbeiterkolonie Neu-Andreasberg/Ramsbeck im überwiegend katholischen Sauerland. Dort war er an der Gründung einer durch die Zuwanderung tausender protestantischer Bergleute aus dem Harz und aus dem Königreich Sachsen notwendig gewordenen evangelischen Gemeinde beteiligt.
Bereits in der zweiten Jahreshälfte 1855 wirkte Disselhoff als Pfarrer in Schwelm in Westfalen und dann ab 1865 für mehr als 20 Jahre an der St.-Jacobi-Kirche in Berlin, damals ein Zentrum des lutherischen Konfessionalismus innerhalb der Preußischen Union. Hier wurde er zu einem der Vorreiter bei der Einführung des Kindergottesdienstes und erwarb sich mit der Gründung von Vereinen wie dem „Verein für private Krankenpflege und für Gemeindepflege“ und dem „Beschäftigungsverein“ (für Frauen und Mädchen) einige soziale Verdienste. Disselhoff übernahm für die Kirche mehrere Reisen ins Ausland, so nach Italien und Syrien.
Am 1. Januar 1888 musste er wegen weitgehender Erblindung auf die Ausübung seines Amts verzichten. Er lehrte jedoch in der Folgezeit noch mehr als ein Jahrzehnt an der Töchtererziehungsanstalt der Kaiserswerther Diakonissen in Hilden bei Düsseldorf. Mit der Diakonie Kaiserswerth war Disselhoff über seinen Bruder Julius wie auch direkt über Theodor Fliedner verbunden. 1901 siedelte Disselhoff zu seiner jüngsten Tochter nach Allstedt an der Helme im heutigen Sachsen-Anhalt über, wo er zwei Jahre später verstarb.

## Sonstiges
- Am heute noch erhaltenen Geburtshaus von Disselhoff (Soest, Ulricher Str. 42) findet sich eine Gedenktafel. Auch auf dem Schlossberg in Arnsberg erinnert eine Gedenktafel an ihn.

## Schriften (Auswahl)
- Ueber die Geschichte des Teufels. Ein Vortrag. Beck, Berlin 1868.
- Die Hoffnung auf das 1000jährige Reich und ihre Bedeutung für die Gegenwart Beck, Berlin 1874; 2. Aufl. 1884.
- Hilfsbüchlein für den Konfirmandenunterricht. Berlin 1874.